# Mercedes-Benz W138
De Mercedes-Benz 260 D (fabriekscode W138) was de eerste in serie geproduceerde personenauto met dieselmotor en werd geïntroduceerd in 1936. De naam 260D is een verwijzing naar de cilinderinhoud van 2,6 liter. Bijna 2.000 voertuigen werden geassembleerd tot 1940, waarna de Daimler-Benzgroep zich volledig aan militaire productie moest wijden.
De 2545cc 4-cilindermotor met speciale luchtklep maakte gebruik van het dieselinjectiesysteem van Bosch en produceerde 45 pk bij 3000 t/min. De auto woog ongeveer 1530 kg en kon een snelheid van 95 km/h bereiken. Met een verbruik van 9,5l/100km en een tankinhoud van 38 liter had de auto een reikwijdte van bijna 400km.
Het chassis werd gebaseerd op de eigentijdse technologie van Mercedes en had transversale onafhankelijke voorwielophanging en zogenaamde schommelassen achter. De remmen waren hydraulisch. Een reeks van verschillende modellen werd gemaakt met inbegrip van een sedan, landaulet en cabriolet.
Twee series werden vervaardigd. De 170 pullman-landaulets die slechts als taxi's werden gebruikt die op het W21 chassis, genaamd Nullserie, van 1936 tot 1937, met 3 versnellingen plus overdrive, zonder synchromesh op de eerste versnelling. Vanaf 1937 werd de standaardproductie 260D gemaakt die op de W143 chassis werd gebaseerd, met 4 volledig gesynchroniseerde versnellingen.
Een bewaard gebleven exemplaar van deze auto wordt getoond in het Mercedes-Benz museum in Sindelfingen, Duitsland. De auto kreeg in de Tweede Wereldoorlog de bijnaam Doodswagen omdat het een populair vervoermiddel was voor de gevreesde Gestapo.
Na de Tweede Wereldoorlog werd in 1946 met het model Mercedes 170 V de productie weer opgepakt, maar pas in 1949 volgde de eerste naoorlogse diesel in de 170D met de 1,7 liter OM636 motor.